# Paul Bredereck
Paul Bredereck (* 22. Januar 1877 in Lichtenow, Kreis Niederbarnim; † 13. April 1931 in Berlin-Steglitz) war ein deutscher Rechtsanwalt, antisemitischer Politiker und Teilnehmer am Kapp-Putsch im März 1920.

## Überblick
Bredereck war ein sehr erfolgreicher, bekannter Berliner Anwalt, der Anfang des 20. Jahrhunderts in Sensationsprozessen mitwirkte (z. B. um den Schriftsteller Karl May). Er vertrat prominente Mandanten und verkehrte in höchsten Kreisen. Zugleich verfolgte er mit scharfer Rhetorik gegen Juden und Sozialdemokraten eine politische Karriere am rechten Rand der Deutschkonservativen Partei.
Seine Glücksspielsucht führte zu hohen Schulden von rund einer Viertelmillion Mark (Goldmark). Er beging Diebstahl, Unterschlagung und Veruntreuung von Mandantengeldern. Er floh vor Gläubigern und polizeilichem Haftbefehl nach Südamerika. Nach Kriegsbeginn 1914 kehrte er nach Europa zurück, wurde unter falschem Namen Soldat, zum Offizier befördert und als Kriegsheld mehrfach hoch dekoriert. Er wurde 1916 enttarnt, aber nur mit einem Tag Gefängnis bestraft und durfte Offizier bleiben.
Nach der Revolution 1918 beteiligte er sich an der Gründung reaktionärer Gruppen. Beim Kapp-Putsch im März 1920 spielte er eine kurze prominente Rolle als Sprecher („Pressechef“) der selbsternannten Reichsregierung. Er wurde amnestiert. In einem Zeitungsnachruf hieß es 1931: „Sein Leben war das eines politischen Abenteurers, wie man sie bunter in Deutschland kaum mehr antreffen kann“.

## Leben und Wirken

### Jugend
Bredereck studierte etwa von 1897 bis 1900 Rechtswissenschaften in Berlin und Halle (Saale), dem das damals regulär vier Jahre dauernde Rechtsreferendariat folgte, das er bis 1905 abschloss.
Er war Mitglied (und später Alter Herr) der Studentenverbindung Verein Deutscher Studenten (VDSt) in Berlin. Er veröffentlichte als Student Artikel im VDSt-Organ Akademische Blätter. Der VDSt wurde in dieser Zeit ein zunehmend völkisch und antisemitisch radikalisierter Verband, und Bredereck war ein Wortführer dieser Richtung. Er spielte eine aktive Rolle beim „Naumann-Streit“. Der liberale Politiker Friedrich Naumann war 1881 einer der VDSt-Gründer gewesen. Im Verband drohte eine Spaltung von Anhängern und Gegnern Naumanns. Bredereck befürwortete einen Austritt Naumanns aus dem VDSt und brachte 1906 eine entsprechende Resolution bei der nationalen Verbandstagung ein, was reichsweit Aufsehen erregte und Bredereck in die Presse brachte. Naumann trat noch 1906 aus. Weitere Bekanntheit erlangt der Student 1899 als Vorsitzender des Berliner Bismarck-Ausschusses, der sich an der Bismarck-Verehrung beteiligte. Er betreute im Mai 1899 ein nationales Preisausschreiben der Deutschen Studentenschaft in Eisenach, das Entwürfe zu Bismarcksäulen in der Kunstausstellung im Lehrter Bahnhof ausstellte und prämierte.

### Rechtsanwalt
1905 beantragte Bredereck die Zulassung als Anwalt und die Eintragung in die Anwaltsliste beim Berliner Landgericht II. 1909 wechselte er und wurde beim Landgericht I in die Liste der Rechtsanwälte eingetragen. Er unterhielt seine Anwaltskanzlei zuletzt (1912) mit einem Sozius in der Friedrichstraße 169.
Bredereck war bald sehr bekannt, weil er sich an Gerichtsprozessen beteiligte, über die in der Berliner und teilweise überregionalen Presse intensiv berichtet wurde. Er galt als „schneidiger Verteidiger“. Er vertrat Politiker, Adlige, Vermögende, Unternehmer, Offiziere, Sänger und Schauspieler. Als Anwalt war er für sie nicht nur in Prozessen tätig, sondern Erb-, Pflege- und Vormundschaftssachen und Vermögensangelegenheiten. 1908 veröffentlichte er mit Hans Krieger ein einführendes Handbuch zum Scheck-Gesetz von 1908.
Er vertrat als Verteidiger in politischen und Presserechtsprozessen kontroverse Mandanten. Dazu gehörte der Reichstagsabgeordnete Wilhelm Bruhn (Deutsche Reformpartei), Verleger der antisemitischen Tageszeitung Staatsbürger-Zeitung und Die Wahrheit: freies deutsches Wochenblatt in Berlin. Großes Aufsehen erregte die Beleidigungsklage des Schriftstellers Karl May 1910 gegen Brederecks Mandanten Rudolf Lebius, einen rechtsradikalen Publizisten, Verleger und „gelben“ Gewerkschafter, der May einen „geborenen Verbrecher“ genannt hatte. In dem Prozess griff Bredereck May frontal an.
1912 verteidigte Bredereck den Kassenboten Theo Max Haase in einem Strafverfahren wegen Unterschlagung. Haase erhielt von der Berliner Niederlassung der American Express Company am 21. Mai 1912 den Auftrag, bei der Dresdner Bank Berlin 100.000 Mark abzuholen. Er unterschlug das Geld, flüchtete, stellte sich aber sechs Wochen später der Polizei, ohne die Beute zurückzugeben. Bredereck erfuhr von Haase das Versteck; das Geld war auf dem Tempelhofer Feld nahe des Südring-Bahndamms vergraben. Bredereck bot American Express an, das Versteck preiszugeben, wenn man ihm die ausgesetzte Belohnung in Höhe von 4000 Mark persönlich auszahle. American Express ließ sich darauf ein. Bredereck beanspruchte zunächst die 4000 Mark als Anwaltshonorar; erst nach öffentlichem Druck reichte er das Geld an Haases Mutter weiter. „Der Schatz auf dem Tempelhofer Feld“ war eine Sensation, Brederecks Verhalten ein Skandal. Der offensichtliche Verstoß gegen Anwaltsrecht und Berufsethik erregte in Juristenkreisen großen Unmut und Missbilligung.

### Politiker
Bredereck war in der Deutschkonservativen Partei aktiv. Für sie trat er zu den Reichstagswahlen 1907 im Wahlkreis Berlin III an. Er errang aber nur wenige Stimmen.
1909 war Bredereck der führende Kopf einer innerparteilichen Opposition, die zeitweilig als „Konservative Vereinigung“ oder auch Bewegung der „Jungkonservativen“ bekannt wurde. Der langjährige Parteiführer Kuno Graf von Westarp nannte Bredereck in seinen Memoiren „einen der Träger städtischer Opposition in der Partei“ und einen „frischen Politiker und Redner“.
Die „Konservative Vereinigung“ unter Führung von Bredereck und Arthur von Loebell bildete sich im Streit um die Pläne des Reichskanzlers Bernhard von Bülow für eine Reform von Reichsfinanzen und Erbschaftssteuer, die auf den Widerstand des konservativen Parteiestablishments traf. Unter starkem Einfluss des Bundes der Landwirte verließ die Partei den Bülow-Block und stürzte den Kanzler. Dagegen rebellierten Brederecks Jungkonservative. Sie repräsentierten vor allem eine städtische Klientel aus Handel, Handwerk, Gewerbe, Industrie und Beamten. Sie waren für die Erbschaftssteuer als direkte Besitzsteuer, gegen indirekte Steuern und gegen die starke Dominanz der Agrarier-Interessen in ihrer Partei.
Am 12. November 1909 erschien ein von Bredereck mitverfasster Gründungsaufruf. Dort war von „verkehrter Führung“ die Rede. Durch die Sprengung des Bülow-Blocks habe sie den Austritt Tausender Mitglieder und Wahlniederlagen verursacht. „Unsere Führer haben die Fühlung mit dem Volke verloren. Sie gehören fast ausschließlich den Kreisen des ländlichen Großgrundbesitzes an.“ Die Partei sei in Abhängigkeit vom Bund der Landwirte geraten. Das verschärfe den Gegensatz zwischen Stadt und Land. „Unsere Führer haben durch Preisgabe des Blockgedankens den Weg verlassen, auf dem allein eine erfolgreiche Bekämpfung der Sozialdemokratie möglich war“ und so eine historisch einmalige „Verdrossenheit in konservativen Kreisen hervorgerufen“.
Beim Parteitag im Dezember 1909 wurde der „Konservativen Vereinigung“ eine offizielle Anerkennung verwehrt, aber Bredereck durfte vor 1500 Delegierten ihre Positionen darlegen. Er stieß auf ein feindseliges Echo. Brederecks Initiative ging von Berlin-Pankow aus und fand in Berlin ihren stärksten Anker. Organisatorisch blieb sie auf städtische Parteivereine beschränkt, was ihren innerparteilichen Einfluss hemmte, da die Konservativen in Städten bei Wahlen praktisch keine Mandate mehr erlangen konnten. Die Vereinigung befand sich spätestens 1911 in einer Sackgasse, nachdem die Parteiführung auch mit der Schwerindustrie alliiert hatte. Bredereck gab den rebellischen Kurs auf und gewann Unterstützung für eine neue Reichstagskandidatur. Er trat 1912 zu den Reichstagswahlen im ländlichen Wahlkreis Oberbarnim an. Er gewann bei der Hauptwahl nur etwa 5400 Stimmen.

### Spielsucht und Flucht
Sein wirtschaftlicher Erfolg als Prominenten- und Staranwalt und wachsende Bekanntheit in Konservativer Partei und Öffentlichkeit verschafften Bredereck Zugang zu den Eliten der Reichshauptstadt. Er verkehrte in den besten Kreisen. Zugleich wuchs ihm eine Reputation als Dandy und Lebemann zu, der auf der Pferderennbahn, in Weinstuben und Bars erhebliche Summen ausgab. Allerdings lebte der Junggeselle Bredereck privat spartanisch; statt einer Wohnung nutzte er ein Kanzlei-Nebenzimmer als Schlafkammer.
Bredereck hatte spätestens seit 1910 eine große Leidenschaft für das Glücksspiel entwickelt, insbesondere Pferdewetten und Poker. Er verfiel offenbar einer pathologischen Spielsucht. Sein Einkommen als Anwalt und Zugang zu wohlhabenden Personen ermöglichte ihm immer größere Wett- und Spieleinsätze, insbesondere auf den Berliner Pferderennbahnen und bei Pokerrunden (etwa im Berliner Schriftsteller-Club, einem Treffpunkt völkischer Journalisten und Autoren). Er verlor enorme Summen, gewann zeitweise aber auch viel Geld. Teilweise geriet er bei manchen Glücksspielen an gewerbsmäßige Profispieler.
Um weiterspielen zu können, lieh er sich Geld von Freunden, Verwandten, Geschäftspartnern und Mandanten, darüber hinaus von unseriösen Kreditgebern zu Wucherzinsen. Schließlich entnahm er erhebliche Summen aus Geldern, die ihm seine Mandanten zur Vermögens- oder Mündelverwaltung überantwortet hatten oder die er von Gerichten zur Weitergabe erhalten hatte. Er zeichnete ungedeckte Wechsel und beging Scheckbetrug (er hatte über das Scheckgesetz ein Fachbuch geschrieben). Im Fall Haase (siehe oben) versuchte Bredereck, die vom Geschädigten ausgesetzte Belohnung für das Wiederauffinden der Beute zu kassieren.
Im Spätsommer 1912 drohte Bredereck die Insolvenz, damals Konkurs genannt. Außerdem war ihm die Kriminalpolizei auf der Spur, ihm drohte wegen Unterschlagung und Betrug ein Haftbefehl. Am 8. August verschwand er zunächst spurlos. Am 12. August 1912 pfändete der Gerichtsvollzieher Brederecks Kanzleiinventar; Brederecks Sozius teilte dem Landgerichtspräsidenten die Flucht seines Partners mit, löste das Sozietätsverhältnis und führte die Kanzlei fortan allein. Im September setzte das Amtsgericht Berlin–Mitte einen ersten Konkurstermin an; angemeldet wurden Forderungen über 242.000 Mark. Es stand von vornherein fest, dass fast alle Gläubiger leer ausgehen würden.
Das Verbleiben Brederecks blieb lange ein Rätsel. Fest steht, dass Bredereck von 1912 bis 1914 überwiegend in Brasilien war. Immer wieder wurden in der Presse Gerüchte über sein Schicksal und seine Aufenthaltsorte und Aussagen von Auslandsreisenden über Sichtungen von Genua, Paris, London oder New York, Verhaftungen oder sogar sein Ableben kolportiert.
Im Mai 1913 hieß es, er habe sich zuerst nach Leeds (England) abgesetzt, dann nach Buenos Aires (Argentinien). In Chile sei er verhaftet worden. Im Juli 1913 wurde Brederecks Aufenthalt in Brasilien gemeldet. Er habe im Oktober 1912 als „P. Bilgram“ in einem Hotel in São Paulo logiert und sich als Zeitungskorrespondent der Berliner Täglichen Rundschau ausgegeben. Angeblich fiel im Mantel das Namensetikett Paul Bredereck auf. Er sei nach Süden in den Bundesstaat Paraná geflohen und habe zeitweise mit einem anderen Deutschen einen Blumenladen betrieben. Dann sei er wieder geflohen. Nach anderer Darstellung hieß es im Oktober 1913 mit Berufung auf einen Zeugen, Bredereck sei in einem Hotel in São Paulo vom deutschen Konsul zur Legitimationsprüfung aufgefordert worden. Er sei von einem Nürnberger Geschäftsreisenden erkannt worden. Bredereck habe dann in seinem Hotelzimmer „Selbstmord durch Vergiften“ begangen.

### Im Krieg
Nach Kriegsbeginn im August 1914 reiste Bredereck unter dem falschen Namen „Gärtner“ zurück nach Deutschland und meldete sich als „Gärtner“ freiwillig zum Militär. Bredereck war zunächst an der Westfront im belgischen Flandern und Frankreich. Er erhielt erste Auszeichnungen. Im Laufe des Krieges sollte er das Eiserne Kreuz erster und zweiter Klasse erhalten. Er wurde nach kurzer Zeit zum Offizier befördert. Er geriet mit 40 anderen Soldaten in englische Kriegsgefangenschaft, entkam aber. Nach dem Kriegseintritt Rumäniens war er am Donauübergang beteiligt, dann am Serbienfeldzug, wo er ebenfalls ausgezeichnet wurde. Im Ruhequartier brach er sich den Arm. Er wurde zur Genesung ins heimatliche Berlin geschickt.
Nach seiner Genesung nahm er Kontakt zu alten Geschäftsfreunden wieder auf. Dabei wurde er beobachtet. Die Kriminalpolizei kam ihm auf die Spur. Er stellte sich am 8. April 1916 selbst der Polizei und wurde festgenommen. Am 6. Juni 1916 verhandelte das Kriegsgericht der Inspektion II der immobilen Gardeinfanteriedivision unter Ausschluss der Öffentlichkeit. Wegen Führung des falschen Namens wurde Bredereck zu einem Tag Gefängnis verurteilt, der gesetzlich zulässigen Minimalstrafe. Das Kriegsgericht befürwortete ein etwaiges Gnadengesuch, da Bredereck sich durch sein Verhalten den Dank des Vaterlandes verdient habe. Die früheren Verfahren wurden schließlich eingestellt. Zwar wurde Bredereck vorübergehend entlassen, aber auf höchste Entscheidung hin wieder als Heeresoffizier eingestellt.

### Verbands- und Parteigründung
Die Deutschkonservative Partei des Kaiserreichs ging im November 1918 in der neuen Deutschnationalen Volkspartei (DNVP) auf. Auch Bredereck blieb in diesen Kreisen, insbesondere dem antisemitisch-völkischen Flügel der DNVP. Zugleich suchte er Anschluss an radikalere Organisationen oder wurde Mitgründer.
Bredereck war bei der Gründung des monarchistischen und antisemitischen Nationalverbands Deutscher Offiziere (NDO) im Dezember 1918 aktiv. Bredereck gehörte zum Vorstand unter dem Oberleutnant der Landwehr Molkenthin und den profilierten NDO-Mitgliedern, die sich wenig später maßgeblich an den Vorbereitungen zum Kapp-Putsch beteiligten. Der NDO war eine radikalisierte Abspaltung vom Deutschen Offiziersbund (DOB). Er wollte aktiv gegen die Novemberrevolution vorgehen und alte Offiziersprivilegien erhalten. Bredereck und der NDO fielen im März 1919 bei einer Berliner Protestversammlung gegen die Abtretung deutscher Gebiete auf; Reichswehrminister Gustav Noske (SPD) nannte im Kabinett Bredereck als Anführer des NDO. Am 26. März 1919 erklärte auch Ministerpräsident Philipp Scheidemann (SPD) im Parlamentsplenum nicht Molkenthin, sondern Bredereck zum Anführer:

„Welche Kräfte hier am Werke politischer Sabotage waren, zeigte so recht der sogenannte Nationalbund Deutscher Offiziere, ein Häuflein politisch urteilsloser Herren. (Große Unruhe rechts. Zurufe: Na, na! Lärm links.) In ihren Reihen spielt der ehemalige Rechtsanwalt Bredereck eine führende Rolle. (Stürmisches Hört, hört! links; Zurufe links: Ein Betrüger! Lärm und Unruhe rechts.)“

Gemeinsam mit Molkenthin, Ernst Grosse und Rudolf Lebius beteiligte sich Bredereck im Dezember 1918 an führender Stelle an der Gründung einer antisemitisch-völkischen, chauvinistischen Partei, aus der Wochen später die Spaltprodukte Nationaldemokratische Partei (Lebius) und Großdeutsche Freiheitspartei (Molkenthin, Grosse) hervorgingen. Ein Teil der Großdeutschen Freiheitspartei trat im Februar 1919 der Deutschen Volkspartei (DVP) bei, die zu diesem Zeitpunkt nationalistisch-monarchistisch positioniert war; ein anderer Teil verschmolz später mit einer Abspaltung der Deutschnationalen Volkspartei zur Deutschvölkischen Freiheitspartei und gewann schließlich 1924 als Nationalsozialistische Freiheitspartei (NSFP) Reichstagssitze, u. a. für Erich Ludendorff. 1924 beteiligte sich Bredereck am FNSP-Wahlkampf, so sprach er in Fürstenwalde als Wahlredner.

### Kapp-Putsch
Am 13. März 1920 ging Bredereck in die Reichskanzlei und traf dort auf den Kapitänleutnant a. D. Otto Lensch, welcher durch Wolfgang Kapp mit der Erledigung von Presseangelegenheiten beauftragt worden war. Bredereck war über den Putschbeginn informiert. Dass Bredereck sich wie andere Mitglieder des NDO (u. a. Erich Ludendorff und Molkenthin) am ersten Putschtag pünktlich um 6 Uhr früh am Brandenburger Tor aufhielt, als die aufständischen Truppen einrückten, war kein Zufall. Lensch fragte Bredereck, ob er nicht dabei unterstützen könnte, und Bredereck sagte zu.
Später wurde er neben Walter Harnisch als Pressechef geführt. Lensch war „im Presseamt“ neben Alexander de la Croix eingesetzt und Ignaz Trebitsch-Lincoln fungierte als Oberzensor. Im „Presseamt“ waren neben Lensch und de la Croix auch noch der Oberleutnant Franz von Knobelsdorff und Kapitänleutnant Heino von Heimburg tätig gewesen.
Nach dem Scheitern des Staatsstreichs wurde gegen Bredereck ein Strafverfahren wegen Hochverrat eingeleitet. Das Reichsgericht in Leipzig ließ es – wie bei fast allen führenden Beteiligten – aufgrund des Amnestiegesetzes vom 4. August 1920 einstellen.
Am ersten Putschtag war Bredereck der erste, der sich den wartenden Mitgliedern der Berliner Pressekonferenz als Presseverantwortlicher der neuen „Regierung Kapp“ vorstellte. Die Journalisten, die ihn und sein Vorleben überwiegend kannten, waren überrascht und reagierten sehr negativ auf Bredereck, den sie als „Pressechef“, also offiziellen Regierungssprecher Kapps und Leiter der Pressestelle, wahrnahmen. Laut Erich Dombrowski, anwesender Reporter des Berliner Tageblatts, und Karl Brammer, Referent der Presseabteilung der Reichsregierung, wurde Bredereck binnen Stunden entfernt, weil die Journalisten gegen Bredereck protestierten und sich weigerten, von ihm Informationen entgegenzunehmen und mit ihm zusammenzuarbeiten. Kapps Regierung wies die halbamtliche Presseagentur Wolffs Telegraphisches Bureau (WTB) an, am 16. März zu dementieren, dass Bredereck amtlich beschäftigt werde.
Dass Bredereck ausgerechnet dort und zu diesem Zeitpunkt an so prominenter Stelle auftauchte, verbreitete sich in Berlin sehr schnell per Mundpropaganda. „Straßenagitatoren“ der Putschgegner griffen die Personalie sofort auf und verwendeten sie gegen das Kapp-Regime. Auch für diejenigen, die den Putsch unterstützen, war Brederecks Rolle problembehaftet und galt als eklatanter Fehlgriff. Der rechtskonservative Journalist Adolf Zimmermann von der Deutschen Zeitung urteilte in seinem Putsch-Buch Vorfrühling 1920: „Das Bekanntwerden der Nachricht von Brederecks halbstündiger Gastrolle im Prinz Friedrich Leopold-Palais [Presseamt] ist der psychologische Augenblick, der die Stimmung zuerst mit starkem Ruck zu Kapps Ungunsten umschlagen lässt“. Bredereck habe in der chaotischen Situation versucht, „durch einen Bluff“ wieder ins politische Geschäft zu kommen. Er hätte zu dieser Zeit, an diesem Ort nicht erscheinen dürfen.
Bei den staatsanwaltschaftlichen Untersuchungen und nachfolgenden Gerichtsverfahren stellte sich Bredereck als zufälliger Mitläufer dar, der ohne konkrete Erwartung oder Vorhaben hineingeriet und spontan eine Aufgabe übernahm. Der Oberreichsanwalt hielt 1920 fest:

„Irgendeinen unmittelbaren Auftrag einer leitenden Persönlichkeit hatte Bredereck nicht, sagte lediglich dem [von Kapp ad hoc als Presseverantwortlichen ernannten Kapitänleutnant Otto] Lensch Unterstützung zu und ging diesem in der Besorgung von Presseangelegenheiten zur Hand, wobei er auch einmal in einer Versammlung von Zeitungsreportern eine kurze Ansprache hielt. Nachmittags untersagte ihm der Angeschuldigte [Georg] Schiele [Kapps designierter Wirtschaftsminister] jede weitere Tätigkeit. Bredereck hat nur am 13. März 1920 von morgens bis nachmittags ½ 6 Uhr den Lensch unterstützt. Seine Rolle ist in der Tagespresse völlig entstellt wiedergegeben worden. Insbesondere ist er nie Pressechef gewesen.“

In diesem Sinne schilderte Bredereck seine Rolle auch als Zeuge beim Prozess gegen Gottlieb von Jagow, der Kapps „Reichsinnenminister“ gewesen war und als einziger zu Festungshaft verurteilt wurde.
In folgenden Presseberichten bis zu seinem Tod 1931 und sonstiger zeitgenössischer Literatur zum Putschgeschehen wurde Bredereck jedoch fast immer als Kapps „Pressechef“ dargestellt, der maßgeblichen Anteil am Putsch hatte. Brederecks prominenter Name sorgte dafür, dass er als zum harten Kern der Verschwörer zugehörig wahrgenommen wurde.
Kurt Tucholskys Gedicht Das ist der Herzschlag (1920) erwähnte Bredereck in dem Vers „Alle hatten nur die Augen links gewendet, / alle hat der Glanz des Achselstücks geblendet, / bis die ertappten / glänzend verkappten / Jagow, Traub und Bredereck / uns zogen in den Dreck.“

### Nach dem Kapp-Putsch
Mehrfach berichtete die Presse in den 1920er Jahren über Auftritte Brederecks als Gerichtszeuge. So wurde Bredereck 1923 bei einem Prominentenprozess als Zeuge vernommen, bei dem der Vorsitzende des Nationalverbands deutscher Offiziere, Molkenthin, gegen den Bildhauer Gustav Eberlein klagte. Dabei wurde Bredereck selbst massiv von Eberlein öffentlich angegriffen.
Bredereck sagte 1931 als Zeuge beim dritten Prozess um Paul Jorns aus, den früheren Ermittler bei den Morden an Rosa Luxemburg und Karl Liebknecht. Involviert war auch der Richter, spätere Admiral und Abwehr-Chef Wilhelm Canaris. Bredereck trat als führendes NDO-Mitglied auf. Er belastete sowohl Canaris als auch das Reichswehrministerium, das sich gegen Brederecks Aussagen wehrte.
Bredereck versuchte, mit seinen Gläubigern eine Einigung zu erzielen, um wieder Zugang zum Anwaltsberuf zu erhalten. Seine Beteiligung am Kapp-Putsch verhinderte eine Rücknahme des Ausschlusses aus der Anwaltskammer. Dennoch betrieb er informell ein „Rechtsbüro“, in dem er Beratung anbot. Um 1930 schien es trotz Wirtschaftskrise gut zu gehen, und er beschäftigte offenbar mehrere Angestellte.
Paul Brederecks Tod im April 1931 wurde in der gesamten deutschen Presse gemeldet, es erschienen zahlreiche Nachrufe, die an die Skandale von 1912, seine Kriegsjahre und die Rolle beim Putsch erinnerten.

## Werke
- Hans Krieger, Paul Bredereck:. Das Scheck-Gesetz vom 11. März 1908. Mit Erläuterungen von den Rechtsanwälten Hans Krieger und Paul Bredereck mit einem Anhang: die Vorschriften des Bürgerlichen Gesetzbuchs und des Handelsgesetzbuchs über Anweisungen. Verlag von Richard Gahl, Berlin 1908.
- Paul Bredereck: Ist die neue (preußische) Studienordnung ein Hindernis für den Besuch der Universität Prag? In: Akademische Blätter, 14, 1899/1900, S. 18 f.
- Paul Bredereck: Die Tagung des Preisgerichts über den Bismarcksäulenwettbewerb in Eisenach. In: Akademische Blätter, 14, 1899/1900 S. 34–35.